# Mary Midgley
Mary Midgley (13. september 1919 – 10. oktober 2018) var en britisk moralfilosof og professor i filosofi ved University of Newcastle upon Tyne, som var berømt for sine bøger om religion, videnskab og etik.
Midgley var meget afvisende over for filosofisk reduktionisme og scientisme og var meget involveret i at modarbejde det, som hun opfattede som et naturalistisk verdenssyn, som hun mente forsøgte at erstatte humaniora, og som hun opfattede som værende utilstrækkeligt. Midgley indgik i en højprofileret debat med Richard Dawkins om såkaldt selviske gener og memer og var fortaler for en etisk tolkning af Gaia-hypotesen.

## Biografi
Mary Midgley blev født i London som datter af Tom Scutton, der var kapellan ved King's College Chapel i Cambridge, og dennes hustru Lesley Scutton (født Hay). Midgley blev uddannet fra Downe House School, som oprindeligt lå i Charles Darwins hjem, og fra Somerville College i Oxford. Under sin uddannelse tog hun afstand fra sin kristne opdragelse, men var fortsat overbevist om, at en religiøs tilgang er en del af menneskets væsen. I Oxford blev hun ven med Iris Murdoch og mødte sin kommende mand Geoffrey Midgley. De blev gift i 1950, og parret fik tre sønner.
Både Midgley og hendes mand var ansatte ved University of Newcastle upon Tyne, men hun blev dog først ansat i 1962, da børnene var blevet store nok. Hendes mand afgik ved døden i 1997.
Hun skrev sin første bog Beast and Man i 1978, da hun var 56 år gammel og udtalte senere, at hun var glad for, at hun lod være med at skrive inden da, eftersom hun ikke var helt sikker på sin holdninger. Efter dette skrev hun en række bøger og andre skrifter.
Midgley var en af Storbritanniens mest berømte filosoffer, og hun tildeltes bl.a. den ære at holde en af de prestigefyldte Gifford Lectures. Hendes venskab og videskabelige støtte til James Lovelock var en af de faktorer, som bidrog til hendes berømmelse, samt hendes påstand om, at videnskaben i stigende grad har taget sig religiøse udtryk.

## Filosofi
Midgley undersøgte i sin første bog Beast and Man, hvordan den menneskelige natur reagerer på sociobiologi, relativisme og behaviorisme. Hun fremsatte i den bog tesen om, at mennesket er mere dyrisk, og dyr mere menneskelige, end videskaben tager i betragtning, og hun kritiserede Richard Dawkins' The Selfish Gene (1976) for i alt for høj grad at tage udgangspunkt i menneskets genetik. Midgley mente i stedet, at etologi og komparativ psykologi var bedre udgangspunkter for studier af menneskets natur.
I Evolution as Religion (1985) og Science as Salvation (1992) kritiserede hun evolutionsbiologien og fysikken for at udtale sig metafysisk og profetisk. Hendes kritik af Dawkins førte til en højprofileret debat i tidsskriftet Philsophy, hvor J.L. Mackie tog Dawkins' parti og foreslog, at Dawkins' teori skulle tilpasses moralfilosofien. Midgleys respons på dette fik kritik for sit tonefald og for, at hun havde misforstået Dawkins' metaforik. Diskussionen foregik i tidsskriftet i årevis, og i 2000-tallet skrev hun flere bøger, herunder Evolution as Religion: Strange Hopes and Stranger Fears (2002) og The Myths We Live by (2003), hvori hun fortsatte sin kritik og med støtte fra Darwin stillede sig afvisende over for, at naturlig selektion har fået en så fremtrædende rolle inden for evolutionsteori.

## Bøger
- Beast and Man: The Roots of Human Nature. Routledge, 1978; revideret 1995. ISBN 0-415-28987-4
- Heart and Mind: The Varieties of Moral Experience. Routledge, 1981. ISBN 0-415-30449-0
- Animals and Why They Matter: A Journey Around the Species Barrier. University of Georgia Press, 1983. ISBN 0-8203-2041-2
- Wickedness: A Philosophical Essay. Routledge, 1984. ISBN 0-415-25398-5
- with Judith Hughes. Women's Choices: Philosophical Problems Facing Feminism. Weidenfeld and Nicolson, 1983. ISBN 0-312-88791-4
- Evolution as a Religion: Strange Hopes and Stranger Fears. Routledge, 1985; reprinted with new introduction 2002. ISBN 0-415-27832-5 Denne bog er dedikeret "til mindet om Charles Darwin, som aldrig sagde disse ting."
- Can't We Make Moral Judgements?. Bristol Press, 1989. ISBN 1-85399-166-X
- Wisdom, Information and Wonder: What Is Knowledge For?. Routledge, 1989. ISBN 0-415-02830-2
- Science As Salvation: A Modern Myth and Its Meaning. Routledge, 1992. ISBN 0-415-10773-3
- The Ethical Primate: Humans, Freedom and Morality. Routledge, 1994. ISBN 0-415-13224-X
- Utopias, Dolphins and Computers: Problems of Philosophical Plumbing. Routledge, 1996. ISBN 0-415-13378-5
- Science And Poetry. Routledge, 2001. ISBN 0-415-27632-2
- Myths We Live By. Routledge, 2003. ISBN 0-415-34077-2
- The Owl of Minerva: A Memoir. Routledge, 2005. ISBN 0-415-36788-3 (Midgleys selvbiografi)
- editor. Earthy Realism: The Meaning of Gaia. Imprint Academic, 2007. ISBN 1-84540-080-1
- The Solitary Self: Darwin and the Selfish Gene. Acumen, 2010. ISBN 978-1-84465-253-2
- Are you an Illusion?. Acumen, 2014. ISBN 978-1844657926
- What Is Philosophy For?. Bloomsbury, 2018. ISBN 978-1350051072